# Bro stainkällingar

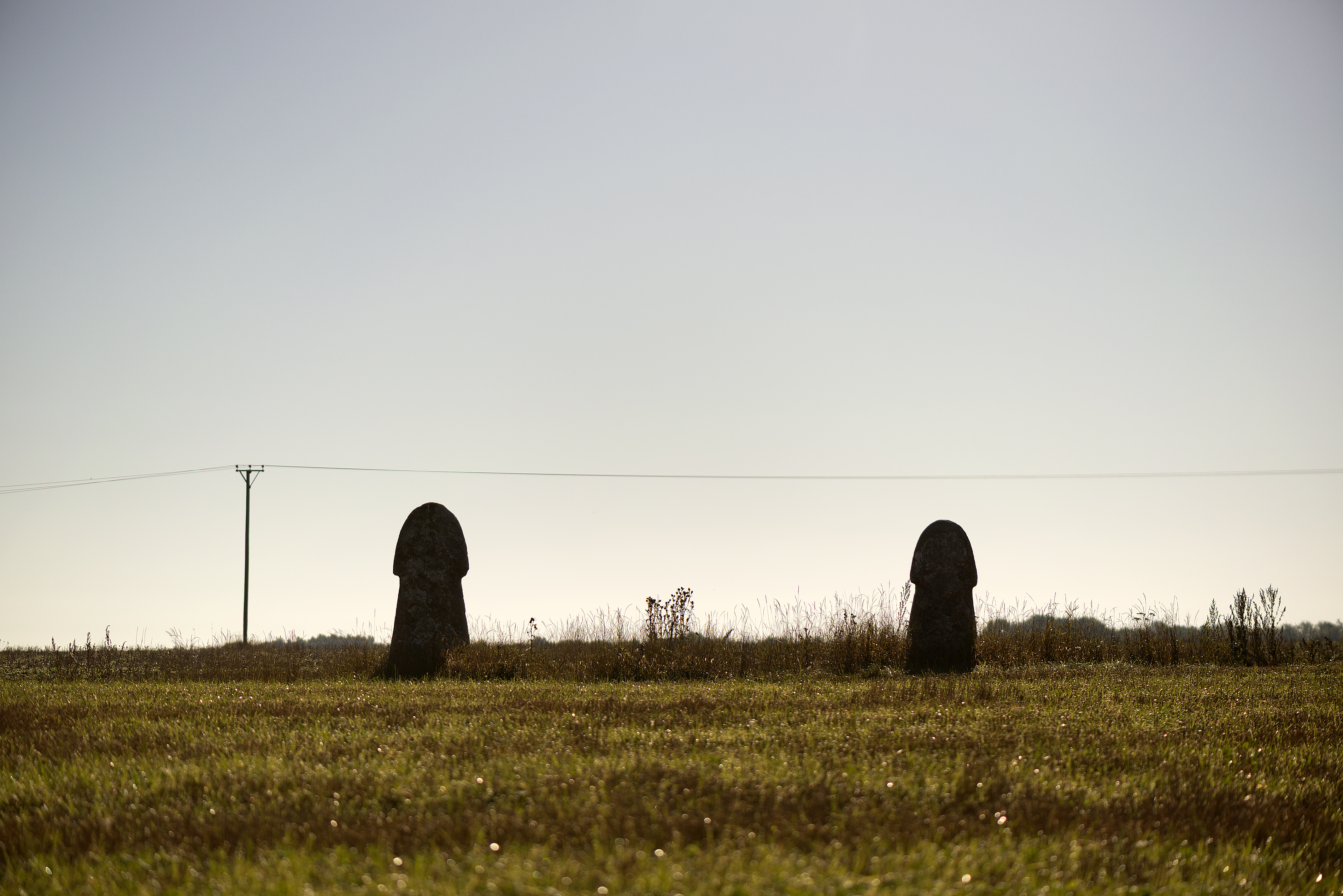
Bro stainkällingar

Bro stainkällingar är två bildstenar som står ute på en åker ett par kilometer nordost om Bro kyrka och cirka 200 meter öster om landsvägen mellan Bro och Visby. De står kvar på sina ursprungliga platser och uppges vara blinda, vilket betyder att ornamentiken har blivit helt utplånad. Åkermarken tillhör fastigheten Stenstu vars manbyggnad ligger strax i närheten.
En gammal sägen låter oss veta att två kvinnor (käringar) här blivit förstenade. Orsaken lär ha varit att de grälade så våldsamt under sin väg till Bro kyrka på juldagens morgon och eftersom detta var ett brott mot kyrkofriden, så blev straffet att de för alltid fick vara förvandlade till två stenstoder.
Stenarna restes troligen på 700-talet, den tid då den gotländska konsten att skapa bildstenar blomstrade som allra mest. Ytterligare två bildstenar, fast mindre, står likaså här på sina ursprungliga platser, men vid Eriks i Bro. Flera torde även finnas inmurade i Bro kyrka.